# Скотарское
Скота́рское (укр. Скотарське) — село в Воловецкой поселковой общине Мукачевского района Закарпатской области Украины.
Расположено в 7 км от районного центра и железнодорожной станции Воловец.
Население по переписи 2001 года составляло 1413 человека. Почтовый индекс — 89133. Телефонный код — 3136. Занимает площадь 4,185 км². Код КОАТУУ — 2121585501.

## История
Первое упоминание о Скотарском в исторических документах относится к 1607 г.
Согласно переписи 1910 г. в селе проживало 1085 жителей, из них 885 русинов, 120 немцев и 80 венгров.